# Čista Velika
Čista Velika es una localidad de Croacia en el ejido de la ciudad de Vodice, condado de Šibenik-Knin.

## Geografía
Se encuentra a una altitud de 128 m s. n. m. a 317 km de la capital nacional, Zagreb.

## Demografía
En el censo 2011 el total de población de la localidad fue de 472 habitantes.
| Gráfica de población de Čista Velika 1857-2011                      |
|                                                                     |
| Según los censos de población de la oficina estadística de Croacia. |